# 奇跡の一本松駅
奇跡の一本松駅（きせきのいっぽんまつえき）は、岩手県陸前高田市気仙町字土手影の道の駅高田松原内にある、東日本旅客鉄道（JR東日本）大船渡線BRT（バス高速輸送システム）のバス停留所である。
大船渡線BRTの運行開始後に新設された。

## 概要
東北地方太平洋沖地震による津波に襲われほぼ壊滅した高田松原の中でほぼ唯一流されずに残った「奇跡の一本松」（以降「一本松」と略記）を訪れる乗客の便宜を計るため、2013年に設置された。一本松へは最寄駅である陸前高田駅からは徒歩30分かかることから、さらに近い場所に駅を設置するよう陸前高田市から要望が出ていた。
当初は期間限定の臨時駅として開業した。2014年2月までは『JR時刻表』・『JTB時刻表』やJR東日本のえきねっとなどへの記載が一切なく、日本国有鉄道（国鉄）時代の仮乗降場と似た扱いとなっていたが、2014年3月よりこれらにも掲載されるようになった。
当初の営業日は2013年7月13日から8月31日までの土休日および「うごく七夕まつり」が開催される8月6日・8月7日、お盆期間である8月12日から8月16日となっており、日中のみ停車していたが、利用者が多かったことから、秋の行楽シーズンを迎えて9月7日から11月30日までの毎日に全便停車するようになった。冬期の休業期間をはさんで翌2014年3月1日から営業を再開した。
その後、一本松の周辺に観光物産施設がオープンするなど集客が好調であることから、観光客のBRT利用を促進して震災からの復興につなげる目的で2014年10月1日から常設化された。
駅は公道上にバスポールを置く形で設けられていたが、2019年9月、高田松原津波復興祈念公園のオープンに伴い、公園に含まれる道の駅高田松原の乗降場に移設された。

## 歴史
- 2013年（平成25年）
  - 7月13日：開業。8月31日まで停車[報道 1]。
  - 9月7日：停車を再開。11月30日まで毎日全便が停車[2][報道 2]。
  - 11月30日：営業終了[報道 6]。
- 2014年（平成26年）
  - 3月1日：停車を再開[報道 3]。
  - 10月1日：常設化[報道 4]。
- 2018年（平成30年）1月23日：移転[報道 7]。
- 2019年（令和元年）
  - 6月1日：移設[報道 8]。
  - 9月23日：「道の駅高田松原」に移設[報道 5]。
- 2021年（令和3年）6月17日：東京2020オリンピック聖火リレーの開催に伴う交通規制のため、18時20分 - 20時20分の間に経由する上下4便の臨時停留所を北西約700 m地点に設置[報道 9]。

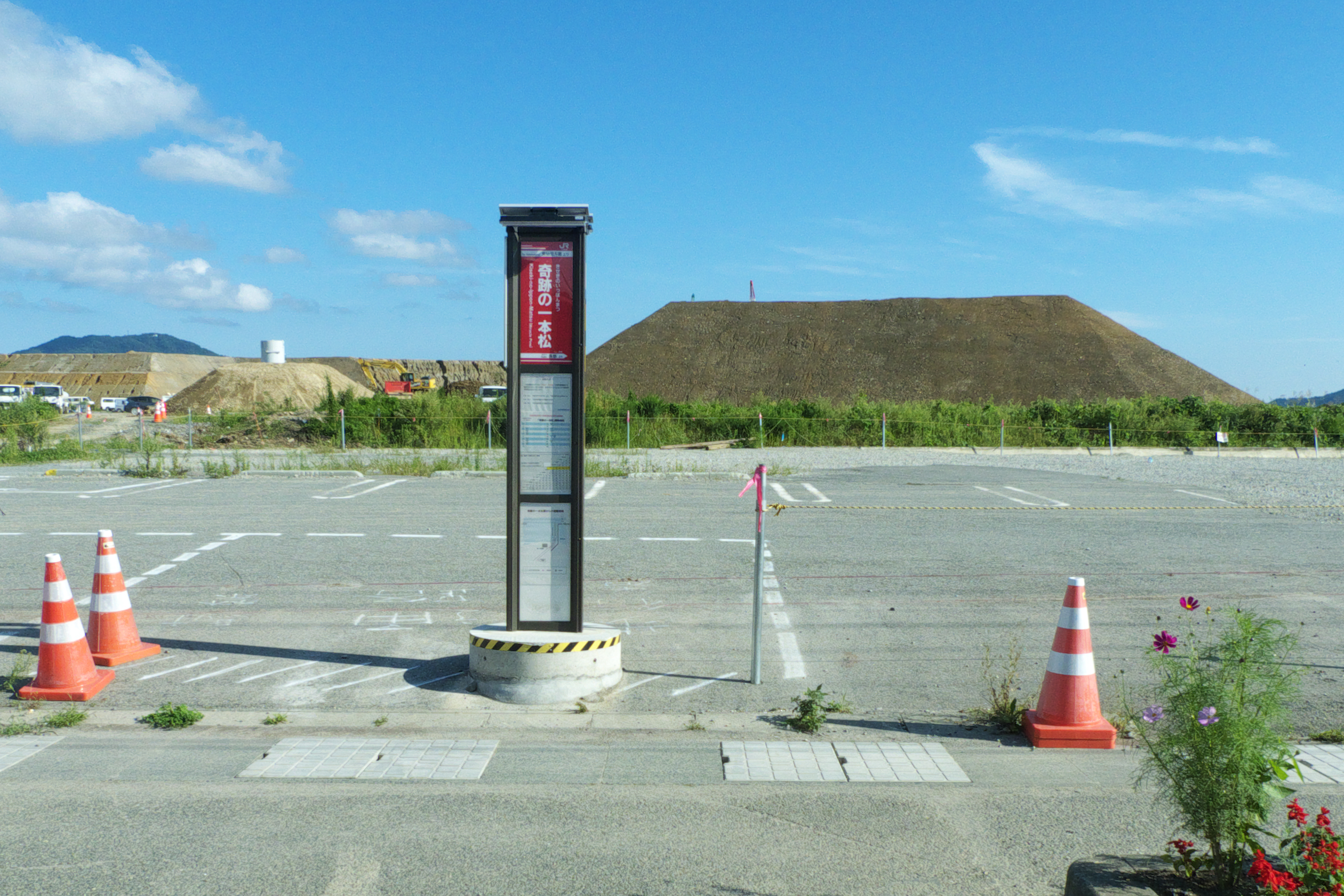
開業頃ののりば（2013年9月）

## 駅構造
道の駅高田松原の駐車場の一角、東日本大震災津波伝承館の手前に乗降場が設置されており、下り陸前高田・盛方面、上り気仙沼方面の両方向とも同一箇所で乗降する。
乗降場には上家・ベンチが整備されている。

## 利用状況
JR東日本によると、2023年度（令和5年度）の1日平均乗車人員は17人である。
2013年度（平成25年度）以降の推移は以下のとおりである。
| 乗車人員推移       | 乗車人員推移     | 乗車人員推移    |
| 年度               | 1日平均 乗車人員 | 出典            |
| ------------------ | ---------------- | --------------- |
| 2013年（平成25年） | 17               | [ 利用客数 2 ]  |
| 2014年（平成26年） | 12               | [ 利用客数 3 ]  |
| 2015年（平成27年） | 13               | [ 利用客数 4 ]  |
| 2016年（平成28年） | 10               | [ 利用客数 5 ]  |
| 2017年（平成29年） | 9                | [ 利用客数 6 ]  |
| 2018年（平成30年） | 7                | [ 利用客数 7 ]  |
| 2019年（令和元年） | 13               | [ 利用客数 8 ]  |
| 2020年（令和02年） | 12               | [ 利用客数 9 ]  |
| 2021年（令和03年） | 14               | [ 利用客数 10 ] |
| 2022年（令和04年） | 10               | [ 利用客数 11 ] |
| 2023年（令和05年） | 17               | [ 利用客数 1 ]  |

## 駅周辺
- 国道45号陸前高田バイパス
- 国道340号陸前高田バイパス
- 高田松原
- 道の駅高田松原 - 少し離れた所に旧道の駅高田松原（震災遺構）がある。
- 奇跡の一本松
- 旧陸前高田ユースホステル（震災遺構）
- 東日本大震災津波伝承館 - 東日本大震災の震災資料館。追悼施設が併設されている。
- ワタミオーガニックランド
- 気仙川

## 運賃計算
開業時は営業キロが設定されていなかったため、当駅での乗降における運賃計算には、外方の隣接駅のキロ数に基づく運賃が適用されていた。当駅の実際の設置箇所は長部駅 - 陸前高田駅間であったが、運賃計算上は陸前矢作駅 - 竹駒駅間に設置されているものとして取り扱われ、気仙沼駅方面との間で乗車の場合は竹駒駅を、盛駅方面との間の場合は陸前矢作駅をそれぞれ基準として運賃を計算していた。
2014年の常設化にあわせて営業キロが設定された。これにより当駅と陸前高田駅の間の運賃が190円から140円に改定されるなどの変更があった。

## 隣の停留所
東日本旅客鉄道（JR東日本）
■大船渡線BRT
□快速
長部駅 - 奇跡の一本松駅 - 陸前高田駅
■普通
陸前今泉駅 - 奇跡の一本松駅 - 陸前高田駅

### 記事本文